# Paroplapoderus spiniferus
Paroplapoderus spiniferus là một loài bọ cánh cứng trong họ Attelabidae. Loài này được Roelofs miêu tả khoa học năm 1880.